# Chrysopogon schmidianus
Chrysopogon schmidianus är en gräsart som beskrevs av Aimée Antoinette Camus. Chrysopogon schmidianus ingår i släktet Chrysopogon och familjen gräs. Inga underarter finns listade i Catalogue of Life.